# Lose You to Love Me
"Lose You to Love Me" é uma canção da cantora norte-americana Selena Gomez. Foi lançada como primeiro single de seu terceiro álbum de estúdio Rare em 23 de outubro de 2019.

## Antecedentes
Em 16 de outubro de 2019, Selena publicou em suas redes sociais uma foto de sua infância com a legenda "Eu dei tudo e todo mundo sabe disso", depois comentou que novas músicas estavam chegando. A música foi anunciada em 18 de outubro, pelas redes sociais de Gomez, a capa do single foi revelada no mesmo dia.

## Vídeo musical
O videoclipe estreou em 23 de outubro de 2019. Foi filmado com o iPhone 11 Pro. O vídeo em preto e branco apresenta Gomez, cantando para a câmera, em uma espécie de confessionário.  Sophie Muller dirigiu o videoclipe, retomando a parceria do clipe de “Good For You” que voltou a ser retomada no clipe de “Look At Her Now”.

## Apresentações ao vivo
Gomez apresentou a música pela primeira vez na abertura do American Music Awards de 2019, junto com "Look At Her Now".

## Recepção crítica
A canção “Lose You To Love Me” foi lançada em 23 de Outubro de 2019, sendo o lead single do novo álbum de Selena Gomez, o Rare.
Antes da canção ser lançada, “Lose You To Love Me” já havia se tornado a música com mais pre-saves da história do Spotify. A música rapidamente se tornou um sucesso, debutando na posição 15 na Billboard Hot 100 com 36,000 cópias vendidas em sua semana de estreia, com apenas dois dias de contagem. Além disso, Gomez debutou em #1 na lista de "Digital Songs" e em #20 na "Streaming Songs".
A canção recebeu elogios da crítica especializada e de nomes importantes da indústria da fonográfica como os cantores Meghan Trainor, Rita Ora, Taylor Swift, Noah Cyrus e Charlie Puth.
Selena emplacou três hashtags nos Trending Topics do Twitter devido à música.
A canção ainda atingiu o topo de paradas, entrando como #1 vídeo em alta no YouTube (se tornando o clipe com maior número de visualizações em 24h da carreira da artista).
A música trouxe a Selena Gomez o seu primeiro número 1 na parada Billboard Hot 100, fazendo assim com que ela quebrasse um recorde, se tornando a primeira artista na história a ter simultaneamente o número 1 nas paradas da Billboard e da Rolling Stone.

## Créditos
Créditos adaptados do Tidal.
- Selena Gomez - vocais, compositora
- Julia Michaels - compositora, vocal de apoio
- Justin Tranter - compositor, vocal de apoio
- Mattman & Robin - compositor, produtor, produtor vocal, vocal de apoio, baixo, órgão, percussão, piano, cordas, programação de sintetizadores, pessoal de estúdio
- Finneas - produtor adicional
- Mattias Bylund - arranjador de cordas, cordas
- Mattias Johansson - violino
- David Bukovinszky - violoncelo
- Bart Schoudel - engenheiro, produtor vocal, estúdio
- Ryan Dulude - assistente de engenheiro de gravação
- Gavin Finn - engenheiro assistente de gravação, pessoal do estúdio
- Chris Gehringer - engenheiro de masterização, pessoal de estúdio
- John Hanes - engenheiro de mixagem, pessoal de estúdio
- Serban Ghenea - misturadora, pessoal de estúdio

## Charts
| Chart (2019)                        | Posição |
| ----------------------------------- | ------- |
| Canadá (Canadian Hot 100)           | 1       |
| Estados Unidos (Billboard Hot 100)  | 1       |
| União Europeia (Euro Digital Songs) | 4       |
| Irlanda (IRMA)                      | 1       |
| Reino Unido (OCC)                   | 3       |

## Históricos de lançamentos
| Região         | Data                  | Formato                                  | Gravadora       | Ref.   |
| -------------- | --------------------- | ---------------------------------------- | --------------- | ------ |
| Mundo          | 23 de outubro de 2019 | Download digital streaming 12-inch vinyl | Interscope      | [ 27 ] |
| Austrália      | 25 de outubro de 2019 | Contemporary hit radio                   | Universal Music | [ 28 ] |
| Reino Unido    | 26 de outubro de 2019 | Contemporary hit radio                   | Polydor         | [ 29 ] |
| Estados Unidos | 28 de outubro de 2019 | Hot Adult Contemporary                   | Interscope      | [ 30 ] |
| Estados Unidos | 29 de outubro de 2019 | Contemporary hit radio                   | Interscope      | [ 31 ] |
| Itália         | 8 de novembro de 2019 | Contemporary hit radio                   | Universal Music | [ 32 ] |

## Certificações
| País (Empresa)        | Certificação | Vendas |
| --------------------- | ------------ | ------ |
| Canadá (Music Canada) | Ouro         | 40.000 |
| Polónia (ZPAV)        | Ouro         | 10.000 |